# Anolis terueli
Anolis terueli (жовтовіяловий блідий аноліс) — вид ігуаноподібних ящірок родини анолісових (Dactyloidae). Ендемік Куби.

## Поширення і екологія
Жовтовіялові бліді аноліси мешкають в низовинах на південному сході Куби, в провінціях Камагуей, Лас-Тунас і Гранма. Вони живуть у вторинних лісах, на полях і плантаціях та в садах. Живляться комахами.